# كوكب 1196 شبا
1196 شيبا، الذي سُمّي مؤقتًا 1931 KE، كويكب فلزي يقع في المنطقة الوسطى من حزام الكويكبات ، ويبلغ قطره حوالي 25 كيلومترًا. اكتُشف في 21 مايو 1931 بواسطة عالم الفلك سيريل جاكسون في مرصد جوهانسبرج بجنوب أفريقيا.
شيبا هو كويكب معدني من النوع X يدور حول الشمس على مسافة تتراوح بين 2.2 و3.1 وحدة فلكية، ويكمل دورة واحدة كل أربع سنوات وأربعة أشهر (1581 يومًا). يتميز مداره باانحراف يبلغ 0.18 وميل قدره 18 درجة بالنسبة لمسار الشمس. وقد رُصد لأول مرة تحت الاسم المؤقت A912 BB في مرصد هايدلبرغ عام 1912. ومع ذلك، يبدأ قوس مراقبة الرسمي للكويكب في مرصد جوهانسبرج، بعد أربعة أشهر من اكتشافه الرسمي.
سُمّي هذا الكويكب تيمّنًا بملكة سبأ التوراتية، التي زارت الملك سليمان. نُشرت وثيقة التسمية لأول مرة بواسطة بول هيرجيت في كتابه "أسماء الكواكب الصغيرة" عام 1955.

## روابط خارجية
- قاعدة بيانات منحنى ضوء الكويكبات (LCDB) ، نموذج الاستعلام ( المعلومات نسخة محفوظة 16 December 2017 على موقع واي باك مشين. )
- قاموس أسماء الكواكب الصغيرة ، كتب جوجل
- منحنيات دوران الكويكبات والمذنبات، CdR – مرصد جنيف، راؤول بهريند
- ظروف الاكتشاف: الكواكب الصغيرة المرقمة (1)-(5000) – مركز الكواكب الصغيرة
- 1196 Sheba
- كوكب 1196 شبا في قاعدة بيانات مختبر الدفع النفاث لأجرام النظام الشمسي الصغيرة

- الاكتشاف · مخطط المدار ·  العناصر المدارية · المعلمات المادية

1. 1 2 3 4 5 6 7 8 9 10   https://www.minorplanetcenter.net/db_search/show_object?object_id=1196. {{استشهاد ويب}}: |url= بحاجة لعنوان (مساعدة) والوسيط |title= غير موجود أو فارغ (من ويكي بيانات) (مساعدة)